# Sphingonotus somalica
Sphingonotus somalica är en insektsart som först beskrevs av Johnsen 1985.  Sphingonotus somalica ingår i släktet Sphingonotus och familjen gräshoppor.

## Underarter
Arten delas in i följande underarter:
- S. s. somalica
- S. s. meridionalis